# Campionato Italiano di Seconda Categoria 1909
Il Campionato Italiano di Seconda Categoria 1909 fu, assieme al corrispettivo Campionato Federale, il settimo campionato di calcio italiano per seconde squadre dei club maggiori, presenti già nel campionato di Prima Categoria, a venir disputato in Italia. Esso era integrato con alcune squadre titolari minori.

## Il campionato riserve
Come accaduto per la Prima Categoria, anche in questa stagione continuò la scissione del campionato riserve in due tornei a seconda dell'ammissibilità dell'elemento estero. Differentemente dall'anno precedente e dallo stesso campionato maggiore di quest'annata però, nessuna delle due Seconde categorie del 1909 perse di rappresentatività sportiva, non subendo particolari boicottaggi se non quello dell'Inter per coerenza al suo principio fondativo.
Il Campionato Italiano assegnava il titolo nazionale di Seconda Categoria, mentre quello Federale il meno prestigioso titolo di Campione FIF.

### Formula
Il campionato italiano era concepito su un turno eliminatorio regionale, cui doveva seguire la fase a eliminazione diretta nazionale quadrangolare, con semifinali e finali. Il ritiro delle formazioni venete per evidente inferiorità, lasciò tuttavia l'organigramma monco.

### Avvenimenti
Il campionato italiano fu vinto dalle riserve della Pro Vercelli in finale contro le riserve del Milan. La finale fu segnata da polemiche riguardanti l'utilizzo di giocatori della prima squadra da ambedue le squadre. Nella prima partita, disputata a Vercelli e vinta dai rossoneri per 3-1, il Milan decise di utilizzare ben quattro giocatori della prima squadra, costringendo la Pro Vercelli a schierarne tre per equilibrare di nuovo la sfida; una settimana dopo, nella partita di ritorno disputata a Milano, la Pro Vercelli schierò sei giocatori della prima squadra e si impose nettamente per 7-2: poco prima della partita di spareggio, il Milan annunciò in un gesto di sportività che in tale partita avrebbe schierato unicamente riserve, esortando la Pro Vercelli a fare lo stesso, ma i vercellesi scesero in campo con sette giocatori della prima squadra e si imposero nettamente per 6-1, vincendo il campionato. Con questa vittoria, risultò che tutti i quattro campionati nazionali disputati in quell'anno erano stati vinti da squadre piemontesi: la Pro Vercelli aveva vinto il Campionato federale di Prima Categoria, la Juventus aveva vinto il Campionato italiano di Prima Categoria, il Piemonte aveva vinto il Campionato federale di Seconda Categoria, e la Pro Vercelli II aveva vinto il Campionato italiano di Seconda Categoria.

## Partecipanti
Si iscrissero:
Squadre riserve
- Torino II
- Juventus II
- Piemonte II
- Pro Vercelli II
- Milan II
- US Milanese II
- Genoa II
- Andrea Doria II
- Venezia II

Squadre titolari
- Junior Torino
- Libertas Milano[2]
- Spinola
- Ginnastica Padova

## Eliminatorie

### Piemonte

#### Girone eliminatorio torinese

##### Classifica finale
|  | Pos. | Squadra       | Pt | G | V | N | P | GF | GS | DR |
|  | ---- | ------------- | -- | - | - | - | - | -- | -- | -- |
|  | 1.   | Juventus II   | 6  | 3 | 3 | 0 | 0 | 8  | 2  | +6 |
|  | 2.   | Junior Torino | 4  | 3 | 2 | 0 | 1 | 5  | 3  | +2 |
|  | 3.   | Piemonte II   | 2  | 3 | 1 | 0 | 2 | 2  | 6  | -4 |
|  | 4.   | Torino II     | 0  | 3 | 0 | 0 | 3 | 1  | 5  | -4 |

Legenda:
      Qualificata alle finali per il titolo piemontese.
Note:

Due punti a vittoria, uno a pareggio, zero a sconfitta.

##### Calendario
- 28 marzo 1909: Juventus II-Junior 2-1
- 28 marzo 1909: Piemonte II-Torino II 1-0
- 4 aprile 1909: Torino II-Juventus II 1-2 (Tarella, Marengo, Armano)
- 4 aprile 1909: Junior-Piemonte II 2-1
- 18 aprile 1909: Junior-Torino II 2-0 tav. (forfait)
- 18 aprile 1909: Juventus II-Piemonte II 4-0 (Malvano, Moschino, Armano, Moschino)

#### Finale piemontese
- 2 maggio 1909: Juventus II-Pro Vercelli II 1-1 (Ferrero, Malvano)
- 9 maggio 1909: Pro Vercelli II-Juventus II 4-0

### Lombardia

#### Classifica finale
|  | Pos. | Squadra         | Pt | G | V | N | P | GF | GS | DR |
|  | ---- | --------------- | -- | - | - | - | - | -- | -- | -- |
|  | 1.   | Milan II        | 4  | 2 | 2 | 0 | 0 | 6  | 1  | +5 |
|  | 2.   | US Milanese II  | 2  | 2 | 1 | 0 | 1 | 3  | 2  | +1 |
|  | 3.   | Libertas Milano | 0  | 2 | 0 | 0 | 2 | 0  | 6  | -6 |

Legenda:
      Qualificata alle finali per il titolo.
Note:

Due punti a vittoria, uno a pareggio, zero a sconfitta.

#### Calendario
- 28 marzo 1909: Libertas-USM II 0-2.
- 4 aprile 1909 Milan II-Libertas 4-0
- 2 maggio 1909: Milan II-USM II 2-1.

### Liguria
|  | Pos. | Squadra         | Pt | G | V | N | P | GF | GS | DR  |
|  | ---- | --------------- | -- | - | - | - | - | -- | -- | --- |
|  | 1.   | Andrea Doria II | 4  | 2 | 2 | 0 | 0 | 11 | 0  | +11 |
|  | 2.   | Genoa II        | 2  | 2 | 1 | 0 | 1 | 4  | 3  | +1  |
|  | 3.   | Spinola         | 0  | 2 | 0 | 0 | 2 | 1  | 13 | -12 |

Legenda:
      Qualificata alle finali per il titolo.
Note:

Due punti a vittoria, uno a pareggio, zero a sconfitta.

#### Calendario
- 28 marzo 1909: Genoa II-Spinola 4-1
- 4 aprile 1909 Spinola-Doria II 0-9
- 2 maggio 1909: Doria II-Genoa II 2-0 (forfait)

### Veneto
- 9 maggio 1909: Venezia II-Ginnastica Padova 2-1 (originariamente prevista il 2 maggio)
- 16 maggio 1909: Ginnastica Padova-Venezia II 3-5

### Semifinali

#### Liguria-Piemonte
- 16 maggio: Doria II-Pro Vercelli II 2-5
- 23 maggio: Pro Vercelli II-Doria II 2-0 (forfait)

#### Lombardia-Veneto
- 16 e 23 maggio: gare Venezia-Milan II non giocate per ritiro veneziano.

### Finale
- 6 giugno, andata: Pro Vercelli II-Milan II 1-3
- 13 giugno, ritorno: Milan II-Pro Vercelli II 2-7
- 20 giugno, spareggio: Pro Vercelli II-Milan II 6-1

| Pro Vercelli campione d'Italia seconde squadre 1909 |